# Flugvikt i boxning vid olympiska sommarspelen 1980
Resultat från boxning vid olympiska sommarspelen 1980 och herrarnas flugvikt. De 22 boxarna vägde under 51 kg. Tävlingarna arrangerades i Indoor Stadium of the Olympiski Sports Complex i Moskva.

## Medaljörer
| Klass    | Guld                    | Silver                                | Brons                 |
| Flugvikt | Petar Lesov · Bulgarien | Viktor Miroshnichenko · Sovjetunionen | Hugh Russell Irland   |
| Flugvikt | Petar Lesov · Bulgarien | Viktor Miroshnichenko · Sovjetunionen | János Váradi · Ungern |

## Resultat

### Första rundan
| Vinnare                     | Resultat      | Förlorare             |
| Första rundan               | Första rundan | Första rundan         |
| --------------------------- | ------------- | --------------------- |
| Petar Lesov (BUL)           | 5-0           | Onofre Ramirez (NCA)  |
| Aguibou Barry (GUI)         | DSQ-2         | Hassen Sherif (ETH)   |
| Emmanuel Mlundwa (TAN)      | RSC-2         | Talal Elchawa (SYR)   |
| Hugh Russell (IRL)          | 5-0           | Samir Khiniab (IRQ)   |
| Yo Ryon-Sik (PRK)           | 5-0           | Amala Dass (IND)      |
| Ramon Armando Guevara (VEN) | 5-0           | Nyama Narantuya (MGL) |

### Andra rundan
| Vinnare                     | Resultat      | Förlorare                   |
| Kvartsfinaler               | Kvartsfinaler | Kvartsfinaler               |
| --------------------------- | ------------- | --------------------------- |
| Viktor Miroshnichenko (URS) | 4-1           | Jorge Hernández (CUB)       |
| Henryk Średnicki (POL)      | 5-0           | Webby Mwango (ZAM)          |
| Daniel Radu (ROU)           | 4-1           | Keith Wallace (GBR)         |
| János Váradi (HUN)          | RSC-1         | Rabiraj Thapa (NEP)         |
| Gilberto Roman (MEX)        | RSC-1         | Alberto Mercado (PUR)       |
| Petar Lesov (BUL)           | 5-0           | Hassen Sherif (ETH)         |
| Hugh Russell (IRL)          | 5-0           | Emmanuel Mlundwa (TAN)      |
| Yo Ryon-Sik (PRK)           | 4-1           | Ramon Armando Guevara (VEN) |

### Tredje rundan
| Vinnare                     | Resultat      | Förlorare              |
| Kvartsfinaler               | Kvartsfinaler | Kvartsfinaler          |
| --------------------------- | ------------- | ---------------------- |
| Viktor Miroshnichenko (URS) | 5-0           | Henryk Średnicki (POL) |
| János Váradi (HUN)          | 4-1           | Daniel Radu (ROU)      |
| Petar Lesov (BUL)           | 4-1           | Gilberto Roman (MEX)   |
| Hugh Russell (IRL)          | 3-2           | Yo Ryon-Sik (PRK)      |

### Semifinaler
| Vinnare                     | Resultat    | Förlorare          |
| Semifinaler                 | Semifinaler | Semifinaler        |
| --------------------------- | ----------- | ------------------ |
| Viktor Miroshnichenko (URS) | 4-1         | János Váradi (HUN) |
| Petar Lesov (BUL)           | 5-0         | Hugh Russell (IRL) |

### Final
| Vinnare           | Resultat | Förlorare                   |
| Final             | Final    | Final                       |
| ----------------- | -------- | --------------------------- |
| Petar Lesov (BUL) | RSC-2    | Viktor Miroshnichenko (URS) |